# 住吉町
住吉町（すみよしまち）は、福岡県筑紫郡にあった町。旧那珂郡。福岡市へ編入され消滅した。
町域はおおむね現在の博多区住吉・美野島・博多駅前、中央区春吉・渡辺通・清川・高砂・那の川、南区那の川・大楠・清水にあたる。

## 地理
- 河川 ： 那珂川

## 沿革
- 1889年4月1日 - 町村制施行に伴い住吉村と字東中洲ほか4字を除く春吉村が合併して那珂郡住吉村が成立。
- 1896年4月1日 - 郡の統合により那珂郡が御笠郡、席田郡と合併して筑紫郡となる[1]。
- 1911年6月1日 - 住吉村が町制施行して住吉町となる。
- 1922年6月1日 - 福岡市へ編入される。